# ميخائيل جوزيف غرين
ميخائيل جوزيف غرين (بالإنجليزية: Michael Joseph Green)‏ هو قسيس أمريكي، ولد في 13 أكتوبر 1917، وتوفي في 30 أغسطس 1982.